# Sergio Canales
Sergio Canales Madrazo (Santander, Cantabrië, 16 februari 1991) is een Spaans betaald voetballer die doorgaans als middenvelder speelt. Hij verruilde Real Betis in juli 2023voor Monterrey. Canales debuteerde in 2019 in het Spaans voetbalelftal.

## Clubcarrière

### Racing Santander
Canales werd op zijn tiende opgenomen in de jeugdopleiding van Racing Santander. Daar debuteerde hij in 2008 in het eerste elftal. In een vier-nul zege van zijn team tegen Espanyol scoorde hij zijn twee eerste doelpunten. Real Madrid CF haalde hem in 2010 vervolgens naar de Spaanse hoofdstad.

### Real Madrid
Real Madrid had de tijd tot augustus om Racing te vertellen of ze Canales dat jaar in Madrid wilden hebben of dat hij nog een jaar in Santander zou spelen. Eind juni communiceerde de directie van Real Madrid dat Canales in de plannen trainer José Mourinho voorkwam.

### Valencia
In 2011 werd Canales verhuurd aan Valencia CF, dat daarbij een optie tot koop kreeg. In zijn eerste seizoen bij Valencia CF kende hij twee zware blessures aan de ligamenten van zijn rechterknie, waardoor hij een groot deel van het seizoen vanaf de zijlijn moest toekijken. Op 8 augustus 2012 werd bekend dat hij een contract voor vijf seizoenen had getekend bij Valencia CF.

### Real Sociedad
Valencia's nieuwe coach Juan Antonio Pizzi achtte Canales in december 2013 overbodig, waardoor hij eind januari 2014 transfereerde naar Real Sociedad. Hij werd het eerste en tweede seizoen bij Sociedad een vaste waarde, alvorens hij opnieuw een zware knieblessure leed. Na de revalidatie speelde Canales nog een kleine honderd wedstrijden voor Sociedad.

### Real Betis
Op 3 juli 2018 tekende Canales transfervrij een vierjarig contract bij Real Betis.

### Monterrey
In juli 2023 vertrok Canales naar Mexico, waar hij ging spelen voor Monterrey.

## Interlandcarrière
Canales speelde voor Spanje –17, –18 en –19. Hij won het EK –17 in Turkije in 2008 met Spanje –17. In 2010 speelde hij het EK –19 met Spanje –19. Hij scoorde hierop in de halve finale tegen Engeland –19. Vervolgens verloor hij met zijn team de finale van Frankrijk –19 (2-1). Canales debuteerde in 2019, op 28-jarige leeftijd, in het Spaans voetbalelftal, in een wedstrijd tegen Noorwegen. Zijn eerste doelpunt scoorde hij in zijn zesde interland, vriendschappelijk tegen Nederland (1–1) op 11 november 2020.

## Erelijst
| Competitie            |             |             |
| Competitie            | Aantal      | Jaren       |
| Real Madrid           | Real Madrid | Real Madrid |
| --------------------- | ----------- | ----------- |
| Copa del Rey          | 1x          | 2010/11     |
| Real Betis            |             |             |
| Copa del Rey          | 1x          | 2021/22     |
| Spanje –21            |             |             |
| Europees kampioen –21 | 1x          | 2013        |
| Spanje –17            |             |             |
| Europees kampioen –17 | 1x          | 2008        |